# Огуз, Ахмет (футболист)
Ахмет Огуз (тур. Ahmet Oğuz; 16 января 1993 года, Соргун) — турецкий футболист, защитник клуба «Коньяспор».

## Клубная карьера
Ахмет Огуз, родившийся в иле Йозгат, начинал свою карьеру футболиста в клубе Третьей лиги «Хаджеттепе». На этом уровне он выступал в течение трёх лет, с 2011 по 2014 год. Затем Ахмет стал игроком клуба Суперлиги «Генчлербирлиги». 20 декабря 2014 года он дебютировал на высшем уровне, выйдя в стартовом составе в домашней игре с «Коньяспором». 19 мая 2016 года Ахмет забил свой первый гол в рамках Суперлиги, отметившись точным попаданием в домашней игре с «Эскишехирспором».